# Halston Sage
Halston Sage est une actrice américaine, née le 10 mai 1993 à Los Angeles (Californie).
Elle se fait connaître en jouant dans la série télévisée How to Rock (2012) de Nickelodeon. Puis, elle joue des seconds rôles au cinéma : The First Time (2012), The Bling Ring (2013), Copains pour toujours 2 (2013), Nos pires voisins (2014), La Face cachée de Margo (2015), Chair de poule, le film (2015).
Parallèlement, elle joue aussi au petit écran dans les séries télévisées Crisis (2014), The Orville (2017-2019) et Prodigal Son (2019). Tout en poursuivant sa percée cinématographique, alternant désormais rôles secondaires et premiers rôles avec Manuel de survie à l'apocalypse zombie (2015), Le Dernier Jour de ma vie (2017), You Get Me (2017), Late Night (2019) et The Last Summer (2019).

## Biographie

### Jeunesse et formation
Elle naît à Los Angeles en Californie de Lenny et Tema Schrage. Elle a un frère et une sœur plus jeunes qu'elle. Elle a été cavalière professionnelle et rédactrice en chef du journal de son lycée, avant de devenir actrice.

### Carrière
En 2012, après une petite participation à la série Victorious ainsi qu'a un clip vidéo de Victoria Justice, Halston Sage obtient son premier rôle avec la série How to Rock du réseau Nickelodeon,,. La même année, elle figure au casting de son premier film, The First Time qui est présenté au Festival du film de Sundance et qui met en vedette Dylan O'Brien et Victoria Justice.
L'année suivante, elle tourne plusieurs longs métrages. Elle est dirigée par Sofia Coppola dans Bling Ring dans lequel elle occupe un rôle secondaire. Puis, elle participe à la comédie à succès Copains pour toujours 2 et joue dans le thriller horrifique Poker Night avec Beau Mirchoff et Ron Perlman. Cette dernière production est commercialisée en 2014 mais est globalement mal reçue par les critiques,.
En 2014 justement, elle est choisie pour incarner la fille de Gillian Anderson dans la série Crisis du réseau NBC. Mais ce programme est rapidement annulé, faute d'audiences. La même année, elle décroche une nomination, aux côtés de Rose Byrne, lors des MTV Movie Awards 2015 grâce à sa participation au film Nos pires voisins. Le film prend directement la tête du box-office américain lors de sa première semaine de commercialisation et devient un énorme succès commercial sur le territoire américain.
En 2015, elle participe à La Face cachée de Margo. Une romance adaptée du roman pour jeunes adultes Paper Towns de John Green paru en octobre 2008 (et publié en français sous le titre La Face cachée de Margo en 2009). Le film est porté par Cara Delevingne que Sage seconde. Cette production est un franc succès, rentabilisant largement son budget de production. Puis, elle fait partie de la jeune distribution réunie pour Chair de poule, le film aux côtés de Jack Black et elle joue dans la comédie horrifique Manuel de survie à l'apocalypse zombie réalisée par Christopher Landon aux côtés de Tye Sheridan et Logan Miller. Le premier rencontre le succès lorsque le second long métrage rembourse péniblement son budget.
En 2017, elle joue dans le film fantastique Le Dernier Jour de ma vie de Ry Russo-Young aux côtés de Zoey Deutch. Puis, elle est à l'affiche du thriller You Get Me avec Bella Thorne. Les deux films sont distribués par la plateforme Netflix. Et elle est le premier rôle féminin de la comédie dramatique indépendante People You May Know.
La même année, elle décroche un rôle régulier dans The Orville, une série télévisée créée par Seth MacFarlane, qui fut initialement diffusée sur le réseau Fox puis par Hulu, à partir de la troisième saison. Elle y incarne le Lieutenant Alara Kitan, Chef de la sécurité mais quitte cependant la distribution principale au début de la deuxième saison,. Le poste de chef revenant alors à l'actrice Jessica Szohr. En effet, Halston Sage s'engage sur une autre série de la FOX, la dramatique Prodigal Son,. Les scénaristes de The Orville laissant la porte ouverte à un éventuel retour de son personnage en tant que guest-star,.
Entre-temps, elle apparaît en tant que Dazzler lors d'un caméo dans X-Men: Dark Phoenix,,. Et elle renoue avec Netflix afin d'être l'un des premiers rôles de la comédie romantique The Last Summer.
Prodigal Son suit l'histoire du meilleur psychologue criminel qui aide à la police de New York à mener ses enquêtes tout en composant avec une mère envahissante, une sœur journaliste trop curieuse (Halston Sage) et surtout un père psychopathe anciennement tueur en série, connue sous le nom du "chirurgien". La première saison est diffusée à l'automne 2019.Ce programme rencontre son public et l'installe une nouvelle fois sur le petit écran,,.

### Vie privée
Début 2020, elle est en couple avec l'acteur américain Zac Efron, qu'elle a rencontré sur le tournage du film Nos pires voisins en 2014,.

## Filmographie

### Cinéma

#### Longs métrages
- 2012 : The First Time de Jon Kasdan : Brianna
- 2013 : The Bling Ring de Sofia Coppola : Amanda
- 2013 : Copains pour toujours 2 de Dennis Dugan : Nancy Arbuckle
- 2014 : Nos pires voisins de Nicholas Stoller : Brooke
- 2014 : Poker Night de Greg Francis : Amy
- 2015 : La Face cachée de Margo de Jake Schreier : Lacey Pemberton
- 2015 : Chair de poule, le film de Rob Letterman : Taylor
- 2015 : Manuel de survie à l'apocalypse zombie de Christopher B. Landon : Kendall Grant
- 2017 : Le dernier jour de ma vie (Before I Fall) de Ry Russo-Young : Lindsay Edgecomb
- 2017 : People You May Know de Sherwin Shilati : Tasha
- 2017 : You Get Me de Brent Bonacorso : Alison Hewitt
- 2019 : Late Night de Nisha Ganatra : Zoe Martlin
- 2019 : The Last Summer de Willam Bindley : Erin
- 2019 : X-Men: Dark Phoenix de Simon Kinberg : Dazzler

#### Court métrage
- 2013 : Joan's Day Out de Ellen Houlihan : Jenna

### Télévision

#### Séries télévisées
- 2011 : Victorious : Sadie (saison 2, épisode 1)
- 2012 : How to Rock : Grace King (25 épisodes)
- 2012 : Les Aventures de Bucket et Skinner : Catherine Toms (saison 1, épisode 15)
- 2014 : Crisis : Amber Fitch (13 épisodes)
- 2017 - 2019 : The Orville : Alara Kitan (16 épisodes)
- 2019 : Magnum P.I. : Willa Stone (saison 1, épisode 12)
- 2019 - 2021 : Prodigal Son : Ainsley Whitly (rôle principal) (33 épisodes)

### Clip vidéo
- 2012 : Beggin' On Your Knees de Victoria Justice

### Jeux vidéo
- 2022 : The Quarry : Emma Mountebank (voix et modèle)